# Nadja Purtschert
Nadja Purtschert (* 3. September 1989 in Pfaffnau) ist eine ehemalige Schweizer Snowboarderin. Sie startete in den Freestyledisziplinen.

## Werdegang
Purtschert hatte ihr Weltcupdebüt im November 2006 in Saas-Fee, welches sie auf den 24. Platz auf der Halfpipe beendete. In der Saison 2007/08 siegte sie bei drei Europacuprennen und gewann damit auch die Halfpipewertung im Europacup. Bei den Snowboard-Weltmeisterschaften 2011 in La Molina belegte sie den 15. Platz auf der Halfpipe. Ihre bisher besten Platzierungen im Weltcup erreichte sie im März 2011 in Bardonecchia mit dem sechsten Rang im Slopestyle und auf der Halfpipe.  Bei den Snowboard-Weltmeisterschaften 2012 in Oslo errang sie den neunten Platz im Halfpipe-Wettbewerb. Im selben Jahr wurde sie Schweizer Meisterin in der Disziplin Halfpipe. Bei den Snowboard-Weltmeisterschaften 2013 in Stoneham kam sie auf den 18. Platz. Bei ihrer ersten Olympiateilnahme 2014 in Sotschi erreichte sie den 23. Platz auf der Halfpipe. Im März 2015 belegte sie bei den Burton European Open in Laax den dritten Platz im Halfpipe-Wettbewerb. Ihren letzten internationalen Wettbewerb absolvierte sie im folgenden Jahr in Laax, wobei sie den neunten Platz belegte.